# Everyday
Everyday (každý den) je albem australské křesťanské hudební skupiny Hillsong United, vydané v roce 1999, skládajícím se z 10 skladeb ve stylu Christian Rocku.

## Seznam stop
1. Everyday (Joel Houston) - 3:42
2. Jesus I Long (Marty Sampson) - 2:44
3. On The Lord's Day (Reuben Morgan) - 5:39
4. More (Reuben Morgan) - 4:42
5. Heaven (Reuben Morgan) - 4:44
6. Seeking You (Marty Sampson) - 4:34
7. You Take Me Higher (Raymond Badham) - 4:04
8. Hear Our Prayer (Tanya Riches) - 6:09
9. Prayer to The King (Marty Sampson) - 6:13
10. God is Moving (Marty Sampson) - 7:14